# Elektronske naprave za zaščito sluha
Elektronske naprave za zaščito sluha zmanjšujejo zvok, ki doseže bobnič s kombinacijo elektronske in strukturne komponente. Na voljo so kot glušniki in po meri narejeni ušesni čepki. Elektronski mikrofoni, vezja in sprejemniki opravljajo aktivno zmanjševanje hrupa, znano tudi kot preklic hrupa, kjer je prikazan signal, ki je 180-stopinjski zunaj faze hrupa, kar v teoriji odpravlja hrup.
Nekatere elektronske naprave za zaščito sluha, imenovane tudi kot sistemi za zaščito sluha zagotavljajo zaščito sluha pred zvoki na visoki ravni, medtem ko omogočajo prenos drugih zvokov, kot je govor. Nekatere naprave imajo tudi zmožnost ojačanja zvokov nizke ravni. Ta vrsta je lahko koristna za uporabnike, ki so v hrupnih okoljih, vendar še vedno potrebujejo dostop do zvokov nižje ravni. Na primer vojaki, ki morajo zaščititi svoj sluh, morajo pa biti sposobni identificirati sovražne sile in komunicirati v hrupu, lovci, ki se zanašajo na odkrivanje in lokalizacijo mehkih zvokov divjih živali, vendar še vedno želijo zaščititi svoj sluh pred rekreativnimi streli orožja, kot tudi uporabniki z že obstoječo izgubo sluha v hrupnem okolju izkoristijo vse prednosti sistemov za zaščito sluha.
Elektronske naprave za zaščito sluha zahtevajo uporabo baterij in so običajno dražje od nelektronskih tipov.